# إلزه كورن
إلزه كورن Ilse Korn (1907 – 1975) هي أديبة ألمانية. نشرت أيضا تحت اسم مستعار هو كورنيليا هولم.
عملت أمينة مكتبة في لايبزج. ثم في مكتبة زاكسن الإقليمية. في عام 1933 تزوجت فيلموس كورن الذي كان شيوعيا. في عام 1943 اعتقلها الجستابو وظلت معتقلة حتى عام 1945. وبعد الحرب عينت مشرفة على شؤون المكتبات في زاكسن. ثم في وزارة الثقافة الشعبية في ألمانيا الشرقية في عام 1951. واستقالت لأسباب شخصية 1952 وتفرغت للكتابة.

## من أعمالها
- مور وغربان لندن 1962
- الصقر تحت القبعة 1965
- عن ثلج اللادوجا 1973

وقد حول اثنان من كتبها إلى فيلم سينمائي وهما: مور وغربان لندن – وهانس روكله والشيطان.

## روابط خارجية
- إلزه كورن على موقع IMDb (الإنجليزية)
- إلزه كورن على موقع كينوبويسك (الروسية)